# Гондурас на летних Олимпийских играх 2024

## Квалификация
| № п/п | Вид спорта      | Мужчины        | Мужчины                | Женщины        | Женщины                | Всего          | Всего                  |
| № п/п | Вид спорта      | Завоевано квот | Количество спортсменов | Завоевано квот | Количество спортсменов | Завоевано квот | Количество спортсменов |
| ----- | --------------- | -------------- | ---------------------- | -------------- | ---------------------- | -------------- | ---------------------- |
| 1     | Борьба          | 1              | 1                      |                |                        | 1              | 1                      |
| 2     | Лёгкая атлетика | 1              | 1                      |                |                        | 1              | 1                      |
| 3     | Плавание        | 1              | 1                      | 1              | 1                      | 2              | 2                      |
|       | ИТОГО           | 3              | 3                      | 1              | 1                      | 4              | 4                      |

## Состав команды
Борьба
Греко-римская борьба
1. Кевин Мехия

 Лёгкая атлетика
1. Мелик Гарсия[англ.]

 Плавание
1. Хулио Оррего[англ.]
2. Хулимар Авила[англ.]

## Борьба
Гондурас завоевал одно место в греко-римской борьбе на Панамериканском квалификационном турнире 2024 года в Акапулько, Мексика.
Греко-римская борьба
| Спортсмен   | Категория        | 1/8 финала                | Четвертьфиналы       | Полуфиналы           | Утешит. поединки     | Финал /За 3 место    | Финал /За 3 место    |
| Спортсмен   | Категория        | Соперник Результат        | Соперник Результат   | Соперник Результат   | Соперник Результат   | Соперник Результат   | Место                |
| ----------- | ---------------- | ------------------------- | -------------------- | -------------------- | -------------------- | -------------------- | -------------------- |
| Кевин Мехия | Мужчины до 97 кг | UZBРустам Ассакалов П 3–5 | завершил выступление | завершил выступление | завершил выступление | завершил выступление | завершил выступление |

## Легкая атлетика
Гондурас получил одно универсальное место для участия в олимпийском легкоатлетическом турнире.
Беговые дисциплины
| Спортсмен    | Дисциплина    | Предв. забеги | Предв. забеги | Забеги    | Забеги | Полуфиналы           | Полуфиналы           | Финал                | Финал                |
| Спортсмен    | Дисциплина    | Результат     | Место         | Результат | Место  | Результат            | Место                | Результат            | Место                |
| ------------ | ------------- | ------------- | ------------- | --------- | ------ | -------------------- | -------------------- | -------------------- | -------------------- |
| Мелик Гарсия | Мужчины 100 м | 10,76         | 5             | —         | —      | завершил выступление | завершил выступление | завершил выступление | завершил выступление |

## Плавание
Гондурас получил два универсальных места для участия в олимпийском турнире пловцов.
| Спортсмен     | Дисциплина                  | Заплывы | Заплывы | Полуфиналы            | Полуфиналы            | Финал                 | Финал                 |
| Спортсмен     | Дисциплина                  | Время   | Место   | Время                 | Место                 | Время                 | Место                 |
| ------------- | --------------------------- | ------- | ------- | --------------------- | --------------------- | --------------------- | --------------------- |
| Хулио Оррего  | Мужчины 200 метров брасс    | 2.18,91 | 24      | завершил выступление  | завершил выступление  | завершил выступление  | завершил выступление  |
| Хулимар Авила | Женщины 200 м вольный стиль | 2.04,88 | 22      | завершила выступление | завершила выступление | завершила выступление | завершила выступление |